# Oleografia
Oleografia - technika druku wielobarwnego, pozwalająca otrzymywać odbitki przypominające obraz olejny (tzw. oleodruki).